# Embolemus zealandicus
Embolemus zealandicus är en stekelart som beskrevs av Massimo Olmi 1996. Embolemus zealandicus ingår i släktet Embolemus och familjen vedstritsteklar. Inga underarter finns listade i Catalogue of Life.